# Dennis Wheatley
Dennis Wheatley Yates (8 de janeiro de 1897 – 10 de novembro de 1977)  foi um escritor inglês cuja produção prolífica de thrillers e romances ocultistas o tornou um dos autores mais vendidos do mundo dos anos 1930 aos anos 1960. Sua série Gregory Sallust foi uma das principais inspirações para James Bond de Ian Fleming.

## Trabalhos
Todos os títulos nesta lista (até o final da seção 'Coleção de histórias curtas') foram disponibilizados na edição de capa dura 'Heron' dos anos 1970, exceto os títulos marcados com um 'X'; em inglês.

### Série Duke de Richleau
- The Forbidden Territory (Adventure, janeiro de 1933) - filmado em 1934
- The Devil Rides Out (Occult / Romance, dezembro de 1934) - filmado em 1968
- The Golden Spaniard (Adventure, agosto de 1938)
- Three Inquisitive People (Crime, fevereiro de 1940)
- Strange Conflict (Ocultismo, abril de 1941)
- Codeword – Golden Fleece (espionagem, maio de 1946)
- The Second Seal (Histórico / Espionagem, novembro de 1950)
- The Prisoner in the Mask (histórico / espionagem, setembro de 1957)
- Vendetta in Spain (Histórico / Espionagem, agosto de 1961)
- Dangerous Inheritance (crime, agosto de 1965)
- Gateway to Hell (Occult, agosto de 1970)

### Série Gregory Sallust
- Black August (Ficção Científica / Aventura, janeiro de 1934)
- Contraband (espionagem, outubro de 1936)
- The Scarlet Impostor (Espionagem, janeiro de 1940)
- Faked Passports (espionagem, junho de 1940)
- The Black Baroness (Espionagem / Crime, outubro de 1940)
- V de Vingança (Espionagem, março de 1942)
- Come into My Parlour  (Espionagem, novembro de 1946)
- The Island Where Time Stands Still  (espionagem, setembro de 1954)
- Traitors' Gate (Espionagem, setembro de 1958)
- They Used Dark Forces (espionagem / ocultismo, outubro de 1964)
- The White Witch of the South Seas (Crime / Oculto, agosto de 1968)

### Romances do dia juliano
- The Quest of Julian Day (Aventura / Romance, janeiro de 1939)
- The Sword of Fate (aventura / romance, setembro de 1941)
- Bill for the Use of a Body  (crime, abril de 1964)

### Série Roger Brook
- The Launching of Roger Brook (histórico / espionagem, julho de 1947)
- The Shadow of Tyburn Tree (histórico / espionagem, maio de 1948)
- The Rising Storm (Histórico / Espionagem, outubro de 1949)
- The Man Who Killed the King (Histórico / Espionagem, novembro de 1951)
- The Dark Secret of Josephine (Histórico / Espionagem, março de 1955)
- The Rape of Venice (Histórico / Espionagem, outubro de 1959)
- The Sultan's Daughter (Histórico / Espionagem, agosto de 1963)
- The Wanton Princess (Histórico / Espionagem, agosto de 1966)
- Evil in a Mask (Histórico / Espionagem, agosto de 1969)
- The Ravishing of Lady Mary Ware (Histórico / Espionagem, agosto de 1971)
- The Irish Witch (Histórico / Espionagem / Oculto, agosto de 1973)
- Desperate Measures (Histórico / Espionagem, setembro de 1974)

### Romances de Molly Fountain / Coronel Verney
- To the Devil – a Daughter  (Oculto, janeiro de 1953) - filmado em 1976
- The Satanist (Oculto, agosto de 1960)

### Outros romances/ ocultismo
- The Haunting of Toby Jugg [Toby Jugg] (Ocultismo dezembro de 1948) - filmado em 2006 como The Haunted Airman
- O Ka de Gifford Hillary [Gifford Hillary] (Ocultismo / Ficção Científica, julho de 1956)
- Unholy Crusade ['Lucky' Adam Gordon] (Historical Adventure / Ocultismo, agosto de 1967)

### Romances de ficção científica
- Sixty Days to Live (X). [Lavinia Leigh e outros] (Apocalíptico, agosto de 1939)
- Star of Ill-Omen (X). [Kem Lincoln] (abdução alienígena, maio de 1952)

### Mundo Perdido - romances
- They Found Atlantis [Camilla e outros] (janeiro de 1936)
- Uncharted Seas [Various] (janeiro de 1938) - filmado em 1968 como The Lost Continent
- The Man Who Missed the War  (X). [Philip Vaudell] (novembro de 1945)

### Outros romances de aventura / espionagem
- Such Power is Dangerous [Avril Bamborough] (Adventure, junho de 1933)
- The Fabulous Valley [The Herirs of John Thomas Long] (Adventure, agosto de 1934)
- The Eunuch of Stamboul [Swithin Destime] (Espionagem, julho de 1935) - filmado em 1936 como Segredo de Stamboul
- The Secret War [Sir Anthony Lovelace, Christopher Pen, Valerie Lorne] (Espionagem, janeiro de 1937)
- Curtain of Fear  [Nicholas Novák] (Espionagem, outubro de 1953)
- Mayhem in Greece [Robbie Grenn] (Espionagem, agosto de 1962)
- The Strange Story of Linda Lee [Linda Lee] (Crime / Aventura, agosto de 1972)

### Coleções de contos
- Mediterranean Nights Nota: Existem três versões desta coleção. A versão um foi publicada em 1943 e foi reimpressa várias vezes. Possui 21 histórias. A versão dois saiu na edição de bolso Arrow de 1963 e posteriores. Ele tem uma nova introdução e seis novas histórias: 'O verme que virou', 'A última carta', 'Um chapéu-coco para Michael', 'O suspeito', 'Assassinato no Pentágono' e 'A pick-up'. A história da versão um, chamada 'O Terrorista', foi omitida, totalizando 26 histórias. A versão três apareceu na "Edição Lymington" das obras de Wheatley em 1965. Ela contém uma versão resumida da introdução à versão dois. Inclui todas as histórias da versão dois e restaura 'O Terrorista' da versão um, para um total de 27 histórias.
- Gunmen, Gallants and Ghosts (X). Nota: Existem três versões desta coleção. A versão um foi publicada em 1943 e foi reimpressa várias vezes. Possui 17 histórias. A versão dois saiu na edição de bolso Arrow de 1963 e posteriores. Omite o cenário 'Bombardeio de Londres' elaborado para Alfred Hitchcocke adiciona uma história 'In the Fog' e dois itens que são coleções de artigos, 'Voodoo' e 'Black Magic', para um total de 19 histórias / itens. Ele tem uma nova introdução, idêntica à da versão dois do MN. A versão três apareceu na "Edição Lymington" dos trabalhos de Wheatley em 1965. Tem uma introdução nova e muito curta, principalmente material removido da introdução à versão dois do MN para fazer a introdução à versão três do MN. Inclui todas as histórias / itens da versão dois e restaura o 'Bombing of London' da versão um, para um total de 20 histórias / itens.

### Não ficção histórica
- Old Rowley: A Private Life of Charles II (setembro de 1933)
- Red Eagle: The Story of the Russian Revolution and of Klementy Efremovitch Voroshilov, Marshal and Commissar for Defence of the Union of Socialist Soviet Republics (outubro de 1937)

### Referência
- The Devil and all his Works (setembro de 1971)

### Artigos de guerra e autobiografia
- Total War (dezembro de 1941)
- Stranger than Fiction (fevereiro de 1959)
- Saturdays with Bricks: And Other Days Under Shell-Fire (março de 1961)
- The Time Has Come ... : The Memoirs of Dennis Wheatley: The Young Man Said 1897–1914 (1977)
- The Time Has Come ...: The Memoirs of Dennis Wheatley: Officer and Temporary Gentleman 1914-1919 (1978)
- The Time Has Come ...: The Memoirs of Dennis Wheatley: Drink and Ink 1919–1977 (1979)
- The Deception Planners: My Secret War (agosto de 1980)

### Impressões privadas
- The Seven Ages of Justerini's  (1749-1949) (1949)
- Of Vice and Virtue (1950)
- The Eight Ages of Justerini's (1749-1965) (1965)
- The Nine Ages of Justerini's: A Celebration of 250 Years (1998, revisado e atualizado por Susan Keevil)

### Dossiês de crime
- Murder off Miami  (julho de 1936)
- Who Killed Robert Prentice? (Junho de 1937)
- The Malinsay Massacre (abril de 1938)
- Herewith the Clues! (Julho de 1939)

### Como editor
- Um século de histórias de terror (outubro de 1935)
- Um século de histórias de espionagem (junho de 1938)

### Jogos de tabuleiro
- Invasion  (1938)
- Blockade (1939)
- Álibi (1953)

## Adaptações de filmes
- Forbidden Territory (novembro 1934)
- Secret of Stamboul; The Spy in White (adaptation of The Eunuch of Stamboul; outubro 1936)
- The Devil Rides Out; The Devil's Bride (Julho 1968)
- The Lost Continent (adaptação de  Uncharted Seas; Julho 1968)
- To the Devil...a Daughter (Março 1976)
- The Haunted Airman (adaptation of The Haunting of Toby Jugg; outubro 2006)